# En Wered
En Vered (hebr.: עין ורד) – moszaw położony w samorządzie regionu Lew ha-Szaron, w Dystrykcie Centralnym, w Izraelu.

## Historia
Moszaw został założony w 1930.

## Gospodarka
Gospodarka moszawu opiera się na intensywnym rolnictwie.